# Birket (Lolland Kommune)
 For alternative betydninger, se Birket. (Se også artikler, som begynder med Birket)
Birket er en by på Lolland med 210 indbyggere i byområdet (2014), beliggende 8 km øst for Horslunde, 17 km nordøst for Nakskov, 10 km nordvest for Stokkemarke og 21 km nordvest for kommunesædet Maribo. Byen hører til Lolland Kommune og ligger i Region Sjælland.
Birket hører til Birket Sogn. Birket Kirke ligger i landsbyen Lindet 1 km syd for byen.

## Faciliteter
Signe Stub Sognegård ligger hvor forsamlingshuset tidligere lå. Den er opkaldt efter Signe Stub, der døde i 1932 og havde opsparet en stor formue, som hun testamenterede til Birket Sogn. For fondens afkast byggede man Birket Centralskole i 1954 og alderdomshjemmet, nu Birketlunden.
Birkets første skole blev oprettet i 1742. Den lå lidt øst for den nuværende gule skole, der er fra 1901. Her drev Ravnsborg Kommune fra 1993 Birket Børnehus, der var normeret til 20 børn. Birket Centralskole lukkede i 2004 som selvstændig skole, men havde til 2008 specialklasser under Ravnsborgskolen. I 2011 omdannede projektet Mulighedernes Land og Realdania skolen til kulturhus med IT-undervisning for sognets beboere, et fotohold, et musikhold, Birket Lokalhistorisk Arkiv og samlingssted for sognets beboere.
Birket Gymnastikforening blev stiftet i 1903. Den havde i mange år gymnastik, dans, håndbold og fodbold på programmet. Håndbold blev udskilt og lagt sammen med andre klubber til Ravnsborg Håndboldklub, og fodbolden blev til Birket Boldklub. Så i dag dyrker foreningen gymnastik, badminton, linedance og revy. Birket Bordtennisklub blev stiftet i 1971.

## Historie
1 km sydøst for Birket ligger Birket Bavnehøj, Lollands højeste punkt 30 m o.h. Det er en af Danmarks største bronzealderhøje: 7 m høj og 37 m i diameter. Den blev fredet i 1876. Kong Svends Høj 5 km vest for Birket er Danmarks næstlængste jættestue med et kammer på 12½ m. I alt er der 65 fredede gravhøje i Birket Sogn.

### Ravnsborg
På Ravnsby Bakke 3 km øst for Birket ligger voldstedet Ravnsborg, der gav navn til Ravnsborg Kommune, som Birket hørte til 1970-2006. Borgen var over 100 m lang, 50 m bred og lå 18 m over havet. Den blev opført i 1335 af den tyske greve Johann den Milde, da han havde Lolland i pant. Senere blev Ravnsborg sæde for en række kongelige lensmænd indtil Kong Hans rev den ned i 1510 for at flytte de kongelige aktiviteter til Slotø i Nakskov Fjord.

### Jernbanen
I 1899 beskrives Birket og Lindet således: "Birket med Kirke (noget S. for Byen), Kapellanbolig, Skole, Forsamlingshus (opf. 1890), Andelsmejeri, Købmandsforretn. og Mølle;...;Store-Lindet med Skole og Fællesmejeri (Ernstminde); Lille-Lindet;" Målebordsbladet fra jernbanens tid viser faktisk mejeri i begge landsbyer; i Birket fandtes desuden jordemoderboligen "Sofiero".
I Lille Lindet 2 km syd for Birket blev der placeret en station på Maribo-Torrig Jernbane (1924-41). Stationen havde privat pakhus, tilhørende C.A. Qvade og Co. i Maribo. 1 km syd for stationen fandtes der i en periode et trinbræt ved Lindet Skole. Stationsbygningen er bevaret på Nygårdsvej 11.
I 1930 fik Birket et trinbræt på banen. Det havde ventebygning af træ med tegltag. ½ km mod nord var der et sidespor til banens grusgrav.